# クリント・ロバーツ
クリント・ロナルド・ロバーツ（英語: Clint Ronald Roberts, 1935年1月30日 - 2017年2月12日）は、アメリカ合衆国の政治家、俳優。所属政党は共和党。 連邦下院議員（1期）。

## 経歴・人物
ロバーツはサウスダコタ州ライマン郡プレショーで生まれ、1952年にブラックヒルズ州立大学へ進学した。
サウスダコタ上院議員を1期務めた後、サウスダコタ州農業局で書記を務めた。1978年にサウスダコタ州知事選挙へ出馬するも、共和党予備選で最下位の3位に終わる。1980年選挙ではサウスダコタ州2区から下院議員選挙に出馬し当選を果たす。しかし、1982年にサウスダコタ州の選挙区変更が行われ、1区と2区が全州区に統合された。ロバーツは1区選出の民主党現職議員トム・ダシュルと議席を争ったものの落選。1986年には再びサウスダコタ州知事に立候補したが、共和党予備選で敗れ、党からの指名を獲得できなかった。
タバコ「マールボロ」のCMに出演したため、演じたキャラクターに因んで「マールボロ・マン」の愛称で呼ばれた。その後、カウボーイの役を演じ、シュリッツのCMや『Orphan Train』、『イカサマ貴婦人とうぬぼれ詐欺師』などの映画に出演した。
ロバーツは2017年2月12日にサウスダコタ州フォート・ピエールの病院で亡くなり、サウスダコタ州プレショーのプレショー墓地に埋葬された。